# Figulus lansbergei
Figulus lansbergei es una especie de coleóptero de la familia Lucanidae.

## Distribución geográfica
Habita en Sumbawa y Flores (Indonesia).